# Гапшиминское наречие
Гапшиминское наречие (самоназвание: гӏапшима лугӏат) — один из даргинских языков, относящийся к северо-центральной группе даргинской ветви нахско-дагестанской языковой семьи. Традиционно рассматривается как диалект единого даргинского языка. Распространён в селе Гапшима и близлежащих населённых пунктах Дахадаевского района Республики Дагестан, Россия.

## Примеры диалектизмов
Некоторые примеры диалектизмов:
| Гапшиминский   | Литер. даргинский | Русский   |
| -------------- | ----------------- | --------- |
| арадеш         | арадеш            | здоровье  |
| арасагъсе      | араси             | здоровый  |
| балкIунсе      | балкIа            | кривой    |
| авлахъ         | диркьа            | равнина   |
| агъвцIал       | авцIали           | сорок     |
| гIерхъа        | сакьла            | сукно     |
| агълав         | ягълав            | сковорода |
| жакьа          | цура              | свинья    |
| антта          | анда              | лоб       |
| имчIес         | гIянчIикIес       | отжимать  |
| дагьри мурхьсе | пасихIси          | мудрый    |

## Классификация
Гапшиминский диалект/язык традиционно рассматривается как диалект севернодаргинского языка. Он сочетает в себе особенности нескольких даргинских диалектов — фонетика схожа с сирхинско-цудахарским, а грамматические черты — с мекегинским, что делает его переходным диалектом.

## Ареал

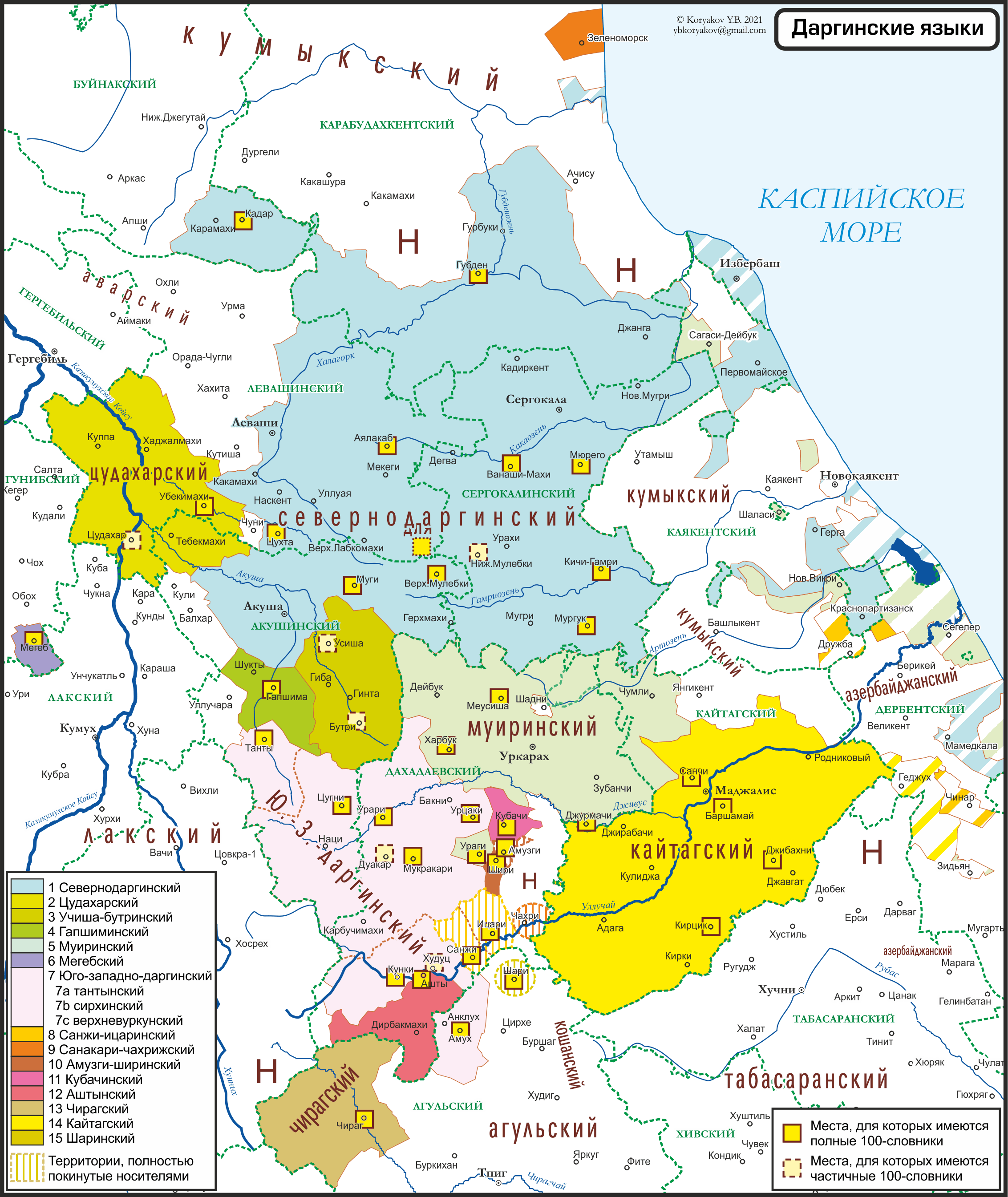
Карта даргинских языков по Корякову

Язык распространён в селе Гапшима и окрестных сёлах Дахадаевского района в центре Дагестана. Село Гапшима образовано переселенцами из трёх разных даргинских селений, что повлияло на формирование уникального языкового идиома.

## Фонетика
Гапшиминский диалект характеризуется сохранением фарингализованных гласных, типичных для севернодаргинских языков и диалектов. Лингвист Сайгид Абдуллаев выделил следующие характеристики: отсутствием усиленных согласных, отсутствие лабиализации и долготы гласных, слабостью ударения, наличием глоттизованных и, выпадение классного показателя д после приставок.

## Грамматика
Грамматическая структура сочетает черты разных даргинских диалектов: агглютинативное словообразование, эргативный строй, богатая система падежей. Формы и порядок слов часто соответствуют для севернодаргинских языковых образцов.

## Лексика
Лексика гапшиминского языка представляет собой смесь архаичных даргинских слов и заимствований от соседних диалектов. Значительная часть лексикона совпадает с сирхинским и цудахарским.

## Письменность
Без письменности, на практике используется адаптированная кириллица, однако полноценной кодификации и орфографического стандарта язык не имеет.

## Современное состояние
Гапшиминский язык не имеет официального статуса, не преподаётся в школах и в основном используется в бытовом общении. Является языком, находящимся под угрозой исчезновения.